# Michelle i Barack
Michelle i Barack  (original en anglès: Southside with you) és una pel·lícula biogràfica romàntica americana del 2016 escrita i dirigida per Richard Tanne. És protagonitzada per Parker Sawyers i Tika Sumpter com els joves Barack Obama i Michelle Robinson, respectivament, i centrada en la primera cita de la parella en un vespre del 1989.
La pel·lícula va ser premiada en el Sundance Film Festival del 2016, on fou aclamada per la crítica. Va ser estrenada en els Estats Units el 26 d'agost de 2016, per Miramax i Roadside Atraccions, i va aconseguir mes de 6,5 milions de dolars a tot el món. Ha estat doblada al català.

## Argument
Un dia d'estiu de 1989, un estudiant de Dret en pràctiques té una cita amb una advocada del bufet en què treballen tots dos. Es diuen Barack Obama i Michelle Robinson. Per a la Michelle no és una cita, sinó una sortida entre amics. Però, després d'una visita a un museu i d'un discurs brillant i apassionat d'en Barack en un centre cívic, es comença a establir una relació entre els dos joves que els canviarà el destí i que també canviarà el futur dels Estats Units.

## Repartiment
- Parker Sawyers com Barack Obama
- Tika Sumpter com Michelle Robinson
- Vanessa Bell Calloway com Marian Robinson
- Phillip Edward Van Lear com Fraser C. Robinson
- Deanna Reed-Foster com Bernadette
- Jerod Haynes com Tommy
- Gabrielle Lott-Rogers com Rafiqa
- Tom McEloryn com Avery Goodman
- Taylar Fondren com Janice
- Donn Carl Harper com Curtis
- Preston Tate, Jr. com Kyle

## Reconeixements
| Premi                                     | Data                   | Categoria                                        | Destinatari(s)     | Resultat  | Ref(s)       |
| ----------------------------------------- | ---------------------- | ------------------------------------------------ | ------------------ | --------- | ------------ |
| Chicago Indie Crítics                     | 8 de gener de 2017     | Millor Pel·lícula                                | Southside with You | Guanyador | [ 2 ] [ 3 ]  |
| Seattle Festival de cinema Internacional  | 12 de juny de 2016     | Premi Agulla d'Espai d'Or a la millor pel·lícula | Southside with You | Nominat   | [ 4 ]        |
| Premis Black Debana                       | 16 de febrer de 2017   | Actor destacat en pel·lícula cinematogràfica     | Parker Sawyers     | Nominat   | [ 5 ]        |
| Premis Black Debana                       | 16 de febrer de 2017   | Cançó Original excepcional                       | John Llegenda      | Nominat   |              |
| Premis d'Imatge del NAACP                 | 11 de febrer de 2017   | Actriu destacada en pel·lícula cinematogràfica   | Tika Sumpter       | Nominat   | [ 6 ] [ 7 ]  |
| Premis d'Imatge del NAACP                 | 11 de febrer de 2017   | Guió destacat en pel·lícula cinematogràfica      | Richard Tanne      | Nominat   |              |
| Associació de Crítics de cinema d'Indiana | 4 de desembre de 2016  | Millor fotografia                                | Southside Amb Tu   | Nominat   | [ 8 ]        |
| Associació de Crítics de cinema d'Indiana | 4 de desembre de 2016  | Breakout De l'Any                                | Parker Sawyers     | Nominat   |              |
| Associació de Crítics de cinema d'Indiana | 4 de desembre de 2016  | Breakout de l'any                                | Tika Sumpter       | Nominat   |              |
| Premis Gotham                             | 28 de novembre de 2016 | Bingham Ray Breakthrough Director                | Richard Tanne      | Nominat   | [ 9 ] [ 10 ] |
| Premis Gotham                             | 28 de novembre de 2016 | Premi d'audiència                                | Southside Amb Tu   | Nominat   |              |
| Maui Festival de cinema                   | 20 de juny de 2016     | Més Primera Característica Narrativa             | Richard Tanne      | Guanyador | [ 11 ]       |
| Festival de Cinema de Sundance            | 30 de gener de 2016    | Premi magnífic del jurat                         | Richard Tanne      | Nominat   | [ 12 ]       |
| Rotten Tomatoes                           | 12 de gener de 2017    | Més Pel·lícula Romànica Revisada 2016            | Southside Amb Tu   | Guanyador | [ 13 ]       |